# Thierry Jean-Pierre
Pour l’article ayant un titre homophone, voir Jeanpierre.
Thierry Jean-Pierre, né le 27 juillet 1955 à Mende et mort le 26 juillet 2005 au Mans, est un inspecteur du trésor, puis un juge d'instruction, puis un homme politique et enfin un avocat français originaire de La Réunion.

## Biographie

### Juge
Thierry Jean-Pierre finit sa scolarité à l'École nationale de la magistrature en 1986 et commence sa carrière comme juge d'instance au Mans. Nommé juge d'instruction en 1988, il est à l'origine de « l'affaire Urba » en 1991 et de la découverte d'un prêt sans intérêt d'un montant d'un million de francs à Pierre Bérégovoy, Premier ministre d'avril 1992 à mars 1993, accordé par Roger-Patrice Pelat en 1986. Il sera finalement dessaisi du dossier de l'affaire Urba. En 1993, il est missionné pour lutter contre la corruption dans la magistrature.

### Carrière politique
Thierry Jean-Pierre s'est ensuite retiré de la justice pour se lancer dans la politique au côté de Philippe de Villiers, puis de Nicolas Sarkozy et s'est fait élire député européen (libéral). En tant que député européen, il saisit le 2 mai 2000 le parquet de Paris au sujet du réseau Echelon et des accusations contenues dans un rapport remis en octobre 1999 au Parlement européen.
Il est trésorier de Démocratie libérale de 1997 à 2002 et lors de l'élection présidentielle de 2002, il est membre du comité de campagne pour la candidature d'Alain Madelin. Il se retire de la vie politique en 2004, mais poursuit son activité d'avocat du barreau de Paris, activité qu'il exerçait depuis 2002.
Son dernier combat a été l'affaire des frégates de Taïwan, dans lequel il luttait contre la mise sous secret-défense des pièces essentielles au dossier.
Il meurt au Mans des suites d'un cancer à la veille de son cinquantième anniversaire . Après une cérémonie religieuse dans la Sarthe, il est inhumé au cimetière du Père-Lachaise (69e division).

### Mandats électoraux
- 1994 : député européen sur la liste MPF « l’Autre Europe » de Philippe de Villiers
- 1999 : député européen sur la liste RPR-DL.

Au Parlement européen, il était membre du Parti populaire européen et du Parti démocrate européen et siégeait à la commission des libertés publiques et des affaires intérieures.

## Publications
- Bon appétit, messieurs !, éd. Fixot, 1991
- Crime et blanchiment, éd. Fixot, 1993
- Lettre ouverte à ceux que les petits juges rendent nerveux, éd. Albin Michel, 1994
- Le droit des plus forts, éd. Fixot, 1996
- Crédit lyonnais : l'enquête, éd. Robert Laffont, 1997

Prix Vérité 1997 de la ville du Cannet
- L'argent des fonctionnaires, éd. Fixot, 1998
- Le Crédit lyonnais, le casse du siècle, éd. Fixot, 1999
- Selon que vous serez puissant, éd. Robert Laffont, 1999
- Vergès et Vergès, de l'autre côté du miroir, éd. Lattès, 2000
- L'État en délire, éd. Robert Laffont, 2002
- Taïwan Connexion : scandales et meurtres au cœur de la République, éd. Robert Laffont, 2003  (ISBN 2221100824)